# النقل السريع في إيران
النقل السريع في إيران هي مواصلات سكك الحديد العامة في إيران التي تخدم العامّة وتنقلهم سريعًا في أرجاء المحافظة؛ حيث تُعد إيران الدولة الرائدة في مواصلات سكك الحديد في الشرق الأوسط. توجد في إيران أنظمة نقل سريع تعمل في خمس مدن، وهناك أنظمة أخرى قيد الإنشاء؛ وينبغي التفريق بين أنظمة النقل السريع (المترو) وأنظمة النقل بين المدن (القطارات).

## تعمل حاليًّا
اعتبارًا من آذار 2025 م، فإن أنظمة المترو التالية قيد التشغيل في إيران.
- مترو طهران
- سكة حديد مشهد الحضرية
- مترو شيراز
- مترو تبريز
- مترو أصفهان
- مترو كرج

## تحت الإنشاء
إلى جانب أعمال التوسعة في مترو طهران وسكة حديد مشهد الحضرية، فإن ثلاثة مشاريع مترو أخرى تُبنى وستنتهي بحلول عام 2026-2027 م. وفي المجمل، كان من المقرر بناء 172 كيلومترًا إضافيًّا بحلول عام 2012 م وأكثر من 380 كيلومترًا في المدن الأخرى.[بحاجة لمصدر]
- مدن أخرى لديها خطط لبناء مترو:
  - مترو الأهواز
  - سكة حديد قم الحضرية (إلى جانب خط السكة الأحادية المعروف باسم مونوريل قم)
  - مترو كرمانشاه
- كما تم اقتراح مشاريع الترام في العديد من المدن بما في ذلك:
  - خط طهران الخفيف
  - ترامواي تبريز
  - نظام ترام شيراز
  - ترام أرومية
  - ترام رشت
  - ترام كرمان
  - ترام همدان
  - ترام قزوين
  - ترام كيش

## طالع أيضًا
- قائمة أنظمة الترام والسكك الحديدية الخفيفة[الإنجليزية]
- قائمة أنظمة النقل السريع بالحافلات[الإنجليزية]
- قائمة أنظمة النقل السريع[الإنجليزية]